# Mauro Mendonça
Mauro Mendonça (Ubá, 1932. április 2. –) brazil színész. 1959-ben házasodott össze Rosamaria Murtinho színésznővel.
1955 óta aktív, szerepel filmekben, televíziós műsorokban és színdarabokban is.

## Filmjei
- A Muralha (1968)
- Dona Flor e Seus Dois Maridos (1976)
- Estúpido Cupido (1976–1977)
- Amor Estranho Amor (1982)
- Kuarup (1989)
- Sonho Meu (1993–1994)
- Anjo Mau (1997–1998)
- Meu Bem Querer (1998–1999)
- A Muralha (2000)
- O Quinto dos Infernos (2002)
- Cabocla (2004)
- Redeemer (2004)
- O Profeta (2006–2007)
- A Favorita (2008–2009)
- Ti Ti Ti (2010–2011)
- O Astro (2011)
- Gabriela (2012)